# ブレンナー峠
ブレンナー峠（独: Brennerpass）は、オーストリアのチロル州とイタリアのボルツァーノ自治県の間に位置する峠。古来イタリアと北東ヨーロッパを繋ぐ重要な峠として利用されている。
峠のイタリア側に同名の町（ブレンネロ / ブレンナー）がある。

## 名称
イタリア語ではブレンネロ峠（伊: Passo del Brennero）と呼ばれる。
イタリア側（トレンティーノ＝アルト・アディジェ特別自治州ボルツァーノ自治県）もドイツ語地域（旧オーストリア＝ハンガリー帝国領である南チロル）であるので、日本語文献ではドイツ語名で呼ぶのが一般的である。